# Hymenostegia bakeriana
Hymenostegia bakeriana es una especie de legumbre de la familia Fabaceae. Habita en Camerún y Nigeria. Está amenazada por pérdida de hábitat.

## Taxonomía
El epíteto latino específico bakeriana es en honor del botánico inglés John Gilbert Baker.